# Nationaal Park Tsoemanska Poesjtsja
Het Nationaal Park Tsoemanska Poesjtsja (Oekraïens: Національний природний парк «Цуманська Пуща») is een bosgebied gelegen in de oblast Wolynië en werd op 22 februari 2010 per presidentieel decreet tot nationaal park benoemd. Dit om de bescherming, het behoud en herstel van het gebied en zijn flora en fauna te kunnen waarborgen. N.P. Tsoemanska Poesjtsja wordt ook wel "de groene parel van Oekraïne" genoemd.

## Flora en fauna
Het bosgebied wordt vooral gekenmerkt door eiken- en dennenbestanden. Sommige delen van het bos zijn vrijwel onaangeraakt gebleven en bestaan uit bomen van 150 à 170 jaar oud. In het N.P. Tsoemanska Poesjtsja komen plantensoorten voor die op de Rode Lijst van Oekraïne staan, zoals de vleeskleurige orchis (Dactylorhiza incarnata), bruinrode wespenorchis (Epipactis atrorubens), brede wespenorchis (Epipactis helleborine), Turkse lelie (Lilium martagon), stekende wolfsklauw (Lycopodium annotinum) en vogelnestje (Neottia nidus-avis).
Een van de zeldzaamste zoogdieren in het gebied is de wisent (Bison bonasus), die hier in 1965 werd geherintroduceerd.

## Afbeeldingen

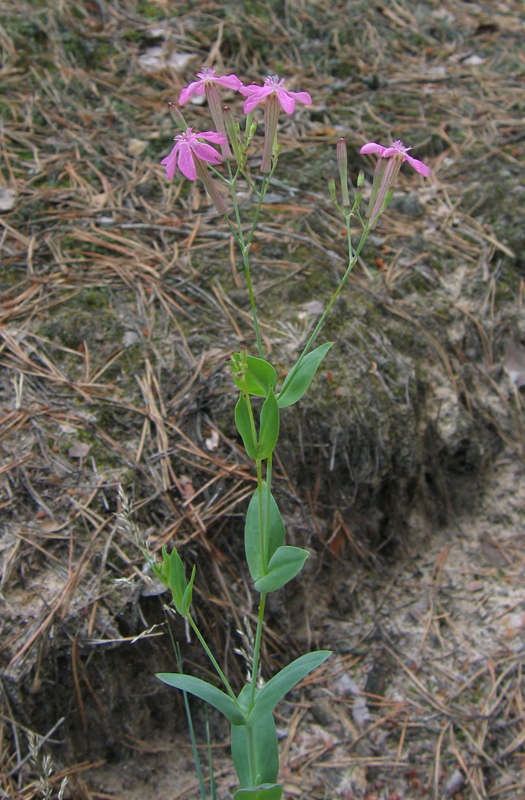
Silene lithuanica is een uiterst zeldzame plant die groeit in het N.P. Tsoemanska Poesjtsja.

...
Boezky Hard · 
Chotynsky · 
Desnjansko-Starohoetsky · 
Homilsjanski Lisy · 
Karmeljoek-Podolië · 
Karpaten · 
Noord-Podolië · 
Oezjansky · 
Podilski Tovtry · 
Synevyr · 
Skolivski Beskydy · 
Toezlovski Lymany · 
Tsoemanska Poesjtsja · 
Zalissja
...